# 邹斯颐
邹斯颐（1922年—1990年），男，江苏南京人，中国对外经贸活动家，曾任中华全国工商业联合会常务委员，中国国际文化交流中心理事。

## 家庭
父亲邹秉文。兄弟姐妹有邹德范、邹斯履、邹德真、邹德慈、邹德华。